# Българско неделно училище „Васил Левски“ (Аликанте)
Българско неделно училище „Васил Левски“ към асоциация „Прогрес-Аликанте“ e училище на българската общност в провинция Аликанте, Кралство Испания.

## История
Училището възниква като филиал на Българско неделно училище „Васил Левски“ град Валенсия, основано е през 2010 г. Първоначално се сформира един клас с първолаци, но нуждата за запазване на идентичността в българската диаспора, разширява целта му. След една година започва самостоятелна дейност към Асоциация „Прогрес-Аликанте“. Първоначалното финансиране е по програма „Роден език и култура зад граница. С увеличаване на класовете се включва по финансов проект на МОН и МП 334 променено на МП 90. В училището започва да се изучава литература, история и география на България. С помощта и съдействието на Министерство на образованието, младежта и науката на България се издават и удостоверения признати в България. Към училището се сформира и група за български народни танци, група по етнография, група по родно слово. През 2017 г. се отварят филиали в градовете Елче и Торевиеха. През 2018 г. в град Гуардамар дел Сегура се отваря нов филиал. През 2019 г. към училището се присъединява училище „Васил Левски“, град Бенидорм. Училището има класове в пет града в провинция Аликанте и продължава да се развива с успешни темпове.
Обучението се провежда в следните форми: присъствено и дистанционно в интерактивна среда. Напълно разгърнало възможностите, училището има от подготвителна група 4 – 5 годинки, до 12 клас.

## Директор
- Снежана Узунова

## Учители
В училището преподават осем квалифицирани учители. Трима ръководители на групи за народни танци, песни, български традиции и обичаи. Детски психолог. Всички с опит да работят с деца билингвисти.

## Ученици
Численост на записаните ученици през учебната година:
- 2019 / 2020 [2] – 143
- 2020 / 2021 - 145

## Сътрудничество
През 2020 г. училището сключва договор за съвместна дейност с Департамент за езиково обучение (ДЕО – ИЧС) на Софийски университет. Открит е административен център за провеждане на дистанционни изпити за ниво на владеене на български език.
В центъра се провеждат изпити за ниво на владеене на български език като чужд език и са предназначени за:
- учениците от българските неделни училища в чужбина
- учениците от държавните училища, които искат да придобият сертификат за двуезичност
- студенти и докторанти в чуждестранните университети
- всички български и чуждестранни граждани, които искат да сертифицират нивото си на владеене на български език за продължаване на образованието, бизнес, туризъм или за придобиване на българско гражданство

| 8 – 14 години |            | над 14 години |         |
| ------------- | ---------- | ------------- | ------- |
| Ниво          | Възръст    | Ниво          | Възраст |
| А1.1          | 8 – 9 г.   | А2            | 14+     |
| А1            | 10 – 12 г. | В1            | 14+     |
| А2            | 12 – 14 г. | В2            | 16+     |
|               |            | С1            | 16+     |